# Стадио Сан Никола
Стадио Сан Никола е мултифункционален стадион в италианския град Бари. Използва се главно за футболни срещи и е клубно съоръжение на АС Бари. Стадионът приема финала за КЕШ през 1991, спечелен от Цървена Звезда.
Максималният капацитет е 58 270 места. За първи път целият капацитет бива запълнен по време на плейофните мачове на ФК Бари през сезон 2013 – 2014. Предишната най-голяма посещаемост (около 52000) е през сезон 2009 – 10 отново за Бари. Публиката на финала за КЕШ през 1991 г. е около 51 000 души.
Стадионът е построен през 1990 г. за Мондиал 1990, по време на който приема пет мача – три от група Б (СССР – Румъния, Камерун – Румъния и Камерун – СССР), един от 1/8 финалите (Чехословакия – Коста Рика) и малкия финал между отборите на Италия и Англия.
|  | Тази страница частично или изцяло представлява превод на страницата Stadio San Nicola в Уикипедия на английски. Оригиналният текст, както и този превод, са защитени от Лиценза „Криейтив Комънс – Признание – Споделяне на споделеното“, а за съдържание, създадено преди юни 2009 година – от Лиценза за свободна документация на ГНУ. Прегледайте историята на редакциите на оригиналната страница, както и на преводната страница, за да видите списъка на съавторите. ВАЖНО: Този шаблон се отнася единствено до авторските права върху съдържанието на статията. Добавянето му не отменя изискването да се посочват конкретни източници на твърденията, които да бъдат благонадеждни. |